# Apostolska nunciatura na Madagaskarju
Apostolska nunciatura na Madagaskarju je diplomatsko prestavništvo (veleposlaništvo) Svetega sedeža na Madagaskarju, ki ima sedež v Ivandryju; ustanovljena je bila 23. septembra 1960.
Trenutni apostolski nuncij je Eugene Martin Nugent.

## Seznam apostolskih nuncijev
- Felice Pirozzi (23. september 1960–9. januar 1967)
- Paolo Mosconi (9. november 1967–1969)
- Michele Cecchini (26. februar 1969–18. junij 1976)
- Sergio Sebastiani (27. september 1976–8. januar 1985)
- Agostino Marchetto (31. avgust 1985–7. december 1990)
- Blasco Francisco Collaço (28. februar 1991–13. april 1996)
- Adriano Bernardini (15. junij 1996–24. julij 1999)
- Bruno Musarò (25. september 1999–10. februar 2004)
- Augustine Kasujja (22. april 2004–2. februar 2010)
- Eugene Martin Nugent (13. februar 2010–danes]]